# جون دبليو. كومفورت
جون دبليو. كومفورت (بالإنجليزية: John W. Comfort)‏ هو عسكري أمريكي، ولد في 1844 في فيلادلفيا في الولايات المتحدة، وتوفي في 29 نوفمبر 1893.